# Lakewood (Washington)
Lakewood é uma cidade localizada no estado norte-americano de Washington, no Condado de Pierce. A cidade foi incorporada em 28 de fevereiro de 1996.

## Demografia
Segundo o censo norte-americano de 2000, a sua população era de 58.211 habitantes.
Em 2006, foi estimada uma população de 57.575, um decréscimo de 636 (-1.1%).

## Geografia
De acordo com o United States Census Bureau tem uma área de
49,1 km², dos quais 44,3 km² cobertos por terra e 4,8 km² cobertos por água.

## Localidades na vizinhança
O diagrama seguinte representa as localidades num raio de 8 km ao redor de Lakewood.